# Instructor de scufundare
Instructor de scufundare (franceză: moniteur de plongée; engleză: diving instructor), este un scafandru experimentat special brevetat, care se ocupă cu instruirea teoretică și practică a scafandrilor.
Instructorul de scufundare trebuie să aibă o experiență solidă de scufundare și supraveghere a scafandrilor el devenind instructor brevetat după absolvirea unui curs specializat care cuprinde teste teoretice și practice.
Un instructor de scufundare are un rol deosebit de important și complex în brevetarea scafandrilor prin varietatea funcțiilor pe care trebuie să le îndeplinească: marinărie, navigație, prim ajutor, medicina scufundării, oceanografie, întreținerea echipamentului de scufundare, supraveghetor, pedagog etc.
Învățarea scufundării este legiferată în majoritatea țărilor, existând mai multe categorii de instructori de scufundare conform federațiilor, asociațiilor și organizațiilor de profil ce stabilesc programe raționale de brevetare a scafandrilor sportivi, unele fiind cu valabilitate internațională, hotărâte pe baza unor convenții:
- Instructor Nivel 1: poate breveta scafandrii sportivi la toate nivelele (Nivel 1, Nivel 2, Nivel 3)
- Instructor Nivel 2: poate breveta instructor Nivel 1

În România au fost adoptate standarde europene referitoare la brevetarea scafandrilor sportivi și care au fost aprobate ca standarde românești:
- SR EN ISO 24801-1:2014 - Servicii referitoare la scufundările de agrement. Cerințe minime referitoare la securitatea formării scafandrilor autonomi care practică scufundări de agrement. Partea 1: Nivel 1. Scufundător asistat
- SR EN ISO 24801-2:2014 - Servicii referitoare la scufundările de agrement. Cerințe minime referitoare la securitatea formării scafandrilor autonomi care practică scufundări de agrement. Partea 2: Nivel 2. Scufundător autonom
- SR EN ISO 24801-3:2014 - Servicii referitoare la scufundările de agrement. Cerințe minime referitoare la securitatea formării scafandrilor autonomi care practică scufundări de agrement. Partea 3: Nivel 3. Ghid de scufundare
- SR EN ISO 24802-1:2014 - Servicii referitoare la scufundările de agrement. Condiții minime pentru formarea instructorilor de scufundări subacvatice. Partea 1: Nivelul 1
- SR EN ISO 24802-2:2014 - Servicii referitoare la scufundările de agrement. Condiții minime pentru formarea instructorilor de scufundări subacvatice. Partea 2: Nivelul 2